# Diospyros tsangii
Diospyros tsangii är en tvåhjärtbladig växtart som beskrevs av Elmer Drew Merrill. Diospyros tsangii ingår i släktet Diospyros och familjen Ebenaceae. Inga underarter finns listade i Catalogue of Life.